# Борино (община)
Вижте пояснителната страница за други значения на Борино.
Община Борино се намира в Южна България и е една от съставните общини на област Смолян.

## География

### Географско положение, граници, големина
Общината се намира в западната част на Област Смолян. С площта си от 173,204 km2 е 8-ата по големина сред 10-те общините на областта, което съставлява 5,42% от територията на областта. Границите ѝ са следните:
- на запад – община Доспат;
- на север – община Батак, област Пазарджик;
- на изток – община Девин;
- на юг – Гърция.

### Природни ресурси

#### Релеф
Релефът на общината е средно- и високопланински. Територията ѝ се простира в западната част на Западните Родопи.
На нейната територия попадат части от два планински дяла, части от Западните Родопи. Южната ѝ половина е заета от най-южните части на най-дългия родопски рид – Велийшко-Виденишкия дял. Неговата максимална височина, връх Дурдаа (1692,7 m), се извисява южно от село Ягодина, на границата с община Девин и е най-високата точка на община Борино. В северната ѝ половина се простират части от Девинска планина, която има западно-източно простиране. Най-високата ѝ точка, връх Хамамбунар (1688,1 m), се намира също на границата с община Девин, на 3 km северозападно от село Грохотно (община Девин).
Минималната височина на община Борино от 846 m н.в. се намира в коритото на Буйновска река, малко преди съединяването ѝ с река Чаирдере.

#### Води
Основна водна артерия на община Борино е река Въча, която протича през нея с левия си приток Буйновска река, и която се приема за нейно начало. Буйновска река извира от границата с Република Гърция югоизточно от село Кожари и до село Буйново тече на северозапад в широка долина, заета от обширни ливади. След селото завива на север и след около 4 km навлиза в приказно красивото Буйновско ждрело. След това при село Тешел се съединява с идващата отдясно река Чаирдере и двете заедно дават началото на същинската река Въча. Основен приток на Буйновска река е река Чатакдере (Ешекчидере), която се влива отляво в нея (ляв приток), в средата на Буйновското ждрело и, която е граница между Велийшко-Виденишкия дял на юг и Девинска планина на север.
По северната граница на общината, в протежение на около 7 – 8 km, в дълбока каньоновидна долина преминава част от долното течение на Девинска река (ляв приток на Въча, участък от Девинска река, която над Кемеров мост се нарича Дамлъ дере и преминава през резерват Дупката.

## Население

### Етнически състав (2011)
Численост и дял на етническите групи според преброяването на населението през 2011 г.:
|                     | Численост | Дял (в %) |
| Общо                | 3641      | 100,00    |
| Турци               | 2107      | 57,87     |
| Българи             | 1117      | 30,68     |
| Цигани              | 5         | 0,14      |
| Други               | 22        | 0,60      |
| Не се самоопределят | 19        | 0,52      |
| Неотговорили        | 371       | 10,19     |

### Движение на населението (1934 – 2021)
| Община Борино                                 | Община Борино | Община Борино | Община Борино | Община Борино | Община Борино | Община Борино | Община Борино | Община Борино | Община Борино | Община Борино | Община Борино |
| --------------------------------------------- | ------------- | ------------- | ------------- | ------------- | ------------- | ------------- | ------------- | ------------- | ------------- | ------------- | ------------- |
| Година                                        | 1934          | 1946          | 1956          | 1965          | 1975          | 1985          | 1992          | 2001          | 2011          | 2021          |               |
| Население                                     | 2286          | 2784          | 3253          | 4192          | 3899          | 4325          | 4329          | 4109          | 3641          | 2493          |               |
| Източници: Национален Статистически Институт, |               |               |               |               |               |               |               |               |               |               |               |

### Населени места
Общината има 5 населени места с общо население от 2493 жители към 7 септември 2021 г.
| Населено място | Население (2021 г.) | Площ на землището km2 | Забележка (старо име) | Населено място | Население (2021 г.) | Площ на землището km2 | Забележка (старо име)           |
| -------------- | ------------------- | --------------------- | --------------------- | -------------- | ------------------- | --------------------- | ------------------------------- |
| Борино         | 1730                | 74,567                | Кара булак            | Чала           | 108                 | 12,185                |                                 |
| Буйново        | 226                 | 45,467                | Неапли                | Ягодина        | 375                 | 30,838                | Балабан                         |
| Кожари         | 54                  | 10,147                | Дериджилери           | ОБЩО           | 2493                | 301,165               | няма населени места без землища |

## Административно-териториални промени
- МЗ № 2820/обн. 14 август 1934 г. – преименува с. Неапли на с. Буйново;

– преименува м. Дериджилери на м. Кожари;
– преименува с. Балабан на с. Ягодина;
- МЗ № 3775/обн. 7 декември 1934 г. – преименува с. Кара булак на с. Борино;
- На основание §7 (т.3) от Закона за административно-териториалното устройство на Република България (ДВ, бр. 63/1995 г.) всички махали, колиби, гари, минни и промишлени селища придобиват статут на села.

## Транспорт
През общината преминава участък от 10,5 km от Републикански път III-197 (от km 64,2 до km 74,7) от Републиканската пътна мрежа на България.

## Топографска карта
- Лист от карта K-35-73. Мащаб: 1 : 100 000.
- Лист от карта K-35-85. Мащаб: 1 : 100 000.